# Carcinus maenas
El cangrejo de mar común o cangrejo verde europeo (Carcinus maenas) es una especie de cangrejo de litoral nativa de la zona noreste del océano Atlántico y el mar Báltico, pero ha colonizado hábitats similares en Australia, Sudáfrica, Sudamérica y las costas atlánticas y del océano Pacífico de Norteamérica, estando catalogado entre las 100 especies más comunes. Crece dentro de un caparazón de hasta unos 90 mm de diámetro, y se alimenta de diversos moluscos, lombrices, peces pequeños y pequeños crustáceos, potencialmente posee un impacto sobre las pesquerías. Su dispersión ha tenido lugar mediante diversos mecanismos, tales como viajar adosado a los cascos de los barcos, o con materiales de empaque, bivalvos desplazados para acuicultura, y de polizón en elementos flotantes.
Esta especie normalmente presenta un caparazón con coloración verde oscura con las manchas blanquecinas propias de las etapas inmaduras ya disipadas. El caparazón del cangrejo de mar común es más ancho que largo y su primer par de apéndices locomotores o patas delanteras se encuentran adaptado en forma de pinzas.
En España está incluida en el Catálogo Español de Especies Exóticas Invasoras, regulado por el Real Decreto 630/2013.

## Biología
La época de apareamiento del cangrejo de mar común coincide con la muda estival de la hembra. Durante el verano, y antes de que la hembra mude, el macho cubre a la hembra con su cuerpo y se mueve con ella durante varios días hasta que en el momento de la muda, se produce la cópula. Después de esto, la hembra pone los huevos en un hueco en la arena para posteriormente formar un saco que pega a sus patas locomotoras con el objetivo de protegerlos durante algunos meses. Cuando los huevos eclosionan, las larvas del cangrejo en un primer momento son planctónicas y después experimentan metamorfosis para dar lugar a versiones en miniatura de sus padres.
La expectativa de vida de la población nativa y no indígena del atlántico oeste es de entre 5 y 7 años; mientras que la de la población del noreste del Pacífico es de entre 4 a 6 años.
Durante su estado larvario, C. maenas atraviesa cuatro estadios seriales y un estado larvario megalopa. La supervivencia de las larvas en gran medida depende de los parámetros químicos del agua, tales como la salinidad, y la temperatura. Las larvas pueden tolerar una concentración de entre 20 y 40 %, presentando una imposibilidad en el desarrollo en una salinidad menor al 20 %, aunque este porcentaje puede variar levemente en relación con la temperatura del agua.
Las larvas de Carcinus maneas han presentado una mayor tolerancia a las fluctuaciones térmicas, cuando se las compara con su misma especie en edad adulta. El rango de temperatura tolerado varía entre 12 y 25 °C. En experiencias de laboratorio, se demostró que la temperatura es inversamente proporcional al tiempo necesario para el desarrollo larvario.
En edad adulta, C. maenas pueden mantenerse en la tierra hasta diez días, en caso de mantenerse húmedos en una temperatura moderada.
Los predadores de la especie incluyen aves, peces, y otros crustáceos, tales como langostas y cangrejos. En la especie, el canibalismo es común, en especial entre los jóvenes, y es proporcional a la densidad poblacional. La especie debe ser considerada una predadora de sí misma.

## Distribución
Carcinus maenas, cangrejo de la costa, cangrejo verde europeo, es nativo de la costa atlántica nororiental, desde Mauritania en el norte de África hasta Noruega, las islas británicas e Islandia. Es un exitoso invasor en las costas de Europa del este, Norteamérica, Sudáfrica, Argentina y Australia. C. maenas es considerado uno de los cien peores invasores del mundo por la IUCN (Unión internacional para la Conservación de la Naturaleza).
Carcinus maenas fue descubierto por primera vez en el Atlántico medio de los Estados Unidos en 1987, transportado desde Europa en lastre sólido o en el exterior de cascos de barcos de madera. La especie se extendió hacia el sur hasta la Bahía de Chincoteague, Virginia, aunque esta expansión hacia el sur es más limitada debido a la temperatura y por el cangrejo azul depredador. Sin embargo, C. maenas se ha expandido hacia el norte, hasta las aguas del noreste de Estados Unidos a finales del siglo XIX, y al sur de Canadá, a principios de la década de 1950. En Argentina, C. maenas fue detectado por primera vez en la costa patagónica en 2001.

## Invasión biológica
En Argentina, su impacto radica en la desestabilización de la cadena alimenticia intermareal patagónica. Esto se debe a que C. maenas es capaz de alimentarse de distintos niveles tróficos.
C. maenas compite con cangrejos nativos y depreda recursos pesqueros perjudicando las economías acuicultoras de aquellos lugares en los que se ha asentado.